# Kinixys homeana
La tortuga angular (Kinixys homeana) es una especie de tortuga de la familia Testudinidae. Esta especie del género africano Kinixys se encuentra en Benín, Camerún, República Democrática del Congo, Costa de Marfil, Guinea Ecuatorial, Gabón, Ghana, Liberia, Nigeria, y, posiblemente, Togo. Su hábitat natural son las tierras bajas subtropicales o tropicales húmedas (bosques, pantanos y plantaciones). Actualmente es una especie amenazada por la pérdida de hábitat por la deforestación para la agricultura y la urbanización. 